# اما مسمان
اما مسمان (انگلیسی: Emma Meesseman؛ زادهٔ ۱۳ مهٔ ۱۹۹۳) بازیکن بسکتبال اهل بلژیک است که در پُست فوروارد/سنتر بازی می‌کند. او در اتحادیه ملی بسکتبال زنان (WNBA) برای واشنگتن میستیکس به میدان رفت و در سال ۲۰۱۹ با این تیم به قهرمانی رسید و عنوان باارزش‌ترین بازیکن (MVP) فینال WNBA را کسب کرد. مسمان همچنین یکی از بازیکنان کلیدی تیم ملی بلژیک است و در رقابت‌های یوروبسکت و المپیک نقش مهمی داشته است. او به دلیل هوش بازی بالا، توانایی شوت‌زنی و مهارت‌های همه‌جانبه یکی از برترین بسکتبالیست‌های اروپا محسوب می‌شود.
از باشگاه‌هایی که در آن بازی کرده است می‌توان به اشاره کرد.
وی در مسابقات کشوری و بین‌المللی در مجموع برندهٔ ۲ مدال طلا، ۲ مدال برنز شده است.